# Schlesische Blätter für Unterhaltung, Kunst und Literatur
Die Schlesischen Blätter für Unterhaltung, Kunst und Literatur (kurz Schlesische Blätter) erschienen von 1827 bis 1832 in Breslau. Sie wurden von den Neuen Schlesischen Blättern für Unterhaltung, Kunst und Literatur von 1835 bis 1839 fortgesetzt.

## Geschichte
1827 gründete der junge Leutnant Theodor Brand die Schlesischen Blätter für Unterhaltung, Kunst und Literatur in Breslau. Sie fanden schnell eine gute Resonanz und waren in dieser Zeit fast das einzige Journal in Schlesien, das sich vor allem kulturellen Themen widmete. 1830 gab er die Leitung an den Zeitschriftenredakteur Friedrich Mehwaldt, unter dem sie rasch an Ansehen verloren und 1832 eingestellt wurden.
1835 gründete Theodor Brand die Neuen Schlesischen Blätter für Unterhaltung, Kunst und Literatur mit dem gleichen äußeren Erscheinungsbild und ähnlichen Inhalten. 1839 gab er die Leitung an andere Redakteure ab, zuletzt Carl Heinrich Herzel, unter dem sie noch in diesem Jahr eingestellt wurden.